# Suore del Salvatore e della Santa Vergine
Le suore del Salvatore e della Santa Vergine (in francese Sœurs du Sauveur et de la Sainte-Vierge) sono un istituto religioso femminile di diritto pontificio.

## Storia
La congregazione fu fondata da Anne-Rose-Josèphe du Bourg (1788-1862). Rimasta orfana, si stabilì a Limoges, dove era vescovo suo zio Philippe du Bourg, e trascorse molti anni come religiosa tra le Ospedaliere di Sant'Alessio e poi tra le monache del Verbo Incarnato: infine, si convinse che le comunità claustrali non erano in grado di rispondere alle esigenze del tempo e decise di fondare un nuovo istituto, dedito all'insegnamento e alla cura dei malati.
Nel 1834 diede inizio a Terrasson alla congregazione del Salvatore e della Santa Vergine, approvata da Alexandre de Lostanges, vescovo di Périgueux, il 25 febbraio 1834. Le suore si diffusero rapidamente nelle diocesi di Périgueux, Clermont e Limoges e nel 1835 la casa-madre venne stabilita a La Souterraine.
La du Bourg (che prese il nome religioso di madre Maria di Gesù) fondò anche il ramo delle Piccole suore istitutrici delle campagne, composto da suore senza clausura che, mai più di due insieme, si installavano nei piccoli villaggi rurali e vi lavoravano come insegnanti, catechiste e infermiere (su richiesta della Santa Sede, questo ramo fu soppresso nel 1891).
La congregazione conobbe un rapido e notevole sviluppo ma tra il 1902 e il 1903, a causa delle leggi anticongregazioniste, le suore dovettero chiudere 68 delle 82 case in patria e stabilirsi all'estero (Belgio, Italia).
L'istituto ricevette il pontificio decreto di lode il 13 gennaio 1873 e il 6 giugno 1904 giunse l'approvazione definitiva delle costituzioni.

## Attività e diffusione
Le suore si dedicano all'istruzione e all'educazione cristiana della gioventù, alla cura dei malati a domicilio e all'assistenza ai poveri.
Sono presenti in Belgio, Francia, Marocco, Regno Unito e Svizzera; la sede generalizia è a Villeneuve-d'Ascq.
Alla fine del 2008 la congregazione contava 57 religiose in 12 case.